# Kurszán fejedelem
Kurszán fejedelem (? – 904) Árpád mellett a honfoglaló magyarok egyik vezetője volt, jelentős szerepet játszott Pannónia területének meghódításában is. Közvetlenül a honfoglalás előtt a bizánci császár Árpádhoz és Kurszánhoz küldött követséget. Valódi kiléte, tisztsége és a magyar törzsszövetség vezetői struktúrája tudományosan máig vitatott kérdés, többek szerint a legfőbb fejedelem rangját viselte. 904-ben egy tárgyalás során a bajor felek által elkövetett gyilkosság áldozata lett.

## Kurszán neve
Egyes történészek, például Kristó Gyula szerint, helytelen a honfoglaló fejedelmet Kurszánnak nevezni. A nyugati források ugyanis Kusal néven említik a magyarok vezérét, illetve Georgius Monachus Continuatus (György barát krónikájának folytatója) szerint Árpád mellett Kusanes volt, aki a bizánci követeket fogadta. Régebben ezt a személyt egyöntetűen azonosították a Gesta Hungarorumban szereplő Könd fia Kurszán-nal (Curzan). Később azonban többen kétségbe vonták a két névalak megfeleltethetőségét és ezáltal a két személy azonosságát. Figyelembe kell vennünk azonban azt is, hogy Kurszán nevét magyarul nem tudó krónikások írták le, s még egyazon krónikán belül is előfordult, hogy egy-egy idegen nevet más-más alakban írtak le. A nyugati krónikák 902-904-ben a Chussal és Chussol nevet említik, Róna-Tas András szerint pedig az eredeti névalak Kuszal (Küszel?), esetleg Kuszan (Küszen?) lehetett. A Kurszán névalak minden jel szerint ugyanolyan „történészi hagyomány”, mint Géza fejedelem neve.
A Kurszán keresztnév a Magyar utónévkönyv szerint török eredetű régi magyar férfinév, jelentése: keselyű

## Kurszán tisztsége
Egy ismert nézet szerint Kurszán a kende tisztség viselőjeként a magyarok szakrális főfejedelme volt, Árpád pedig a gyulaként a hadvezér, s a honfoglaló magyarok a kazárokéhoz hasonló szakrális kettős királyság rendszerében éltek. Ezt támasztaná alá az a vezérnévsor, ami Kende fia Kurszánról beszél.
Egy másik nézet ugyancsak a szakrális kettős királyságot támogatja, de Árpádot teszi meg kendévé és Kurszánt gyulává. Ezt a nézetet támasztaná alá az a hagyomány, miszerint Árpád apja, Álmos fejedelem nem mehetett be Pannóniába, ezért Erdélyben megölték. Ez a momentum a kazár kagánéhoz hasonló szakrális halált jelentené. Eszerint Álmos lett volna a szakrális főfejedelem, ám ez esetben furcsa lenne, hogy Erdélyben, azaz a honfoglalás után ölték volna meg. Itt talán egy családi viszály megszépített kimeneteléről lehet szó, ami nem lenne kivételes eset a sztyeppén sem.
Kurszán szakralitását – természetfeletti lényegiségét – cáfolná az a tény, hogy a leírások szerint hadvezérként szerepelt Pannónia meghódításakor, és a fronton tudtak vele tárgyalni a bajorok. Egy szakrális főkirály elhúzódik a néptől és a világtól, nem vezet hadat, és nem lehet egyszerűen lakomára hívni. Róna-Tas András felveti – bizonyítani ezt sem lehet egyelőre –, hogy  Kurszán talán Árpád öccse volt. Bár a történetírás nem ismeri Árpád testvérét, valószínűtlen, hogy Álmosnak csak egyetlen fia lett volna – mint ahogy Árpád esetében is öt fiú gyermekről tudunk.
A Dzsajháni-hagyományban, ami a honfoglalás előtti helyzetet írja le, Ibn Ruszta szerint a magyarok húszezer lovassal vonultak, s bár főnökük neve a künde/kende volt, valójában azonban a dzsula/dzsila uralkodott felettük, az ő szavára hallgattak háború és védelem dolgában. Gardézi ugyanezt mondja.
Bíborbanszületett Konstantin, a Bulcsú nevű harka vezetésével nála járt magyar küldöttség elmondása alapján azt írja, hogy a magyarok első vezetője – a fejedelem (arkhón) – mellett két fontos tisztség volt: a nagyobbik rangú gyila és a kisebbik rangú karha. Ha ez megfelel a kazár rendszernek, akkor a harmadik tisztség – a karha – megfelel a kazár yiltever és keleti türk elteber címnek. Mindkettő a csatlakozott idegen népek irányításáért volt felelős. Azaz a karha – mai alakban horka – a kabarok három törzsének vezetője lenne. Ez ellen szól, hogy a harka tisztséget betöltő Bulcsú a hispániai kalandozásról beszámoló Ibn Hajján munkájában a hét vezér közt szerepel. Érdekesség, hogy  Bíborbanszületett Konstantin nem említi a kende nevet (igaz, az első számú fejedelem magyar elnevezését egyáltalán nem adja meg, csupán a görög arkhón szót használja rá).
Mivel Kurszán jelentős szerepet játszott a nyugati hadjáratokban, ahol a kabarok is jelen voltak, Róna-Tas András szerint talán Kurszán a horka lehetett, s halála után lett fejedelem Bulcsú apja, Káli – a Kál nemzetség őse –, végül őt követően Bulcsú – akik biztosan nem tartoztak Árpád nemzetségébe. Kurszán utódai valószínűleg elvérezhettek a kalandozásokban, ezért nem játszottak később vezető szerepet, azonban tőlük származik a későbbi Kartal nemzetség. Kartal magyar település a X. században a Kurszán-Kartal nemzetség központja volt. A 'kartal' török eredetű szó, jelentése: sas, karvaly, keselyű. A magyarok szent madara a turul volt és a korai magyar zászlók mindegyikén szerepelt fekete madár (nem tisztázott, hogy sólyom, sas, karvaly, vagy keselyű).
A szakrális kende tisztség honfoglalást megelőző eltűnésére magyarázatot adhat esetleg Levedi fejedelem mondája, amely egy jelentős dinasztiaváltás történetét írja le.
A vitatott hitelességű, XIII-XVII. századi bolgár krónikákat összefoglaló gyűjtemény, a Djagfar Tarihi Khasan néven említi Kurszánt, akiről mint Arbat (Árpád) testvéréről beszél, apjukként Almus-t (Álmos) nevezi meg.

## Kurszán a nyugati hadjáratokban és a honfoglalásban
892-893-ban, az Arnulffal kötött egyezség értelmében, a magyar seregek a keleti-frank csapatokkal szövetségben megtámadták a Nagymorva Birodalmat, hogy védelem alá helyezzék a keleti-frank birodalom keleti határait. Arnulf zsákmányként odaígérte Kurszánnak a fegyverrel nyert morva területeket. Kurszán, túlteljesítve vállalt feladatát, a Bolgár Birodalom érdekszférájához tartozó délalföldi részeket is megszállta. A morvákon aratott győzelmet követően azonban kiéleződött a magyarok viszonya a bolgárokkal.
894-ben a bizánci flotta dunai előretörését az etelközi magyarság egyetlen hadteste fedezte, melyet Kurszán – Zsil-völgyi kitörését követően – nyugat-kelet irányú támadással fejezett be, egészen a flottáig előrenyomulva. Így ír erről Jóannész Szkülitzész 1050 körül: „…mialatt Simeon a görög Phókasz seregével volt elfoglalva, a türkök a folyamon átkelve egész Bulgáriát végigzsákmányolták. Amikor ezt Simeonnak hírül adták, ő otthagyva Phókaszt, a türkök ellen fordult. Minthogy azok is vágytak összecsapni a bolgárokkal, átkelvén a Dunán meg is ütköztek velük…”. A „főpróbát” követően a honfoglalás egy addigra már ismert terepen történt meg: a részben elfoglalt, részben katonailag biztosított vonalakon, illetve az addigra már megszerzett Kárpát-medencei területeken.
Az al-dunai síkság fontos kijáratot jelentett a sztyeppére és a tenger irányába – illetve a Kárpát-medence is  innen sebezhető leginkább –, ezért a magyarok I. Simeon bolgár cár ellenében szövetségre léptek Bölcs Leó bizánci császárral. Leó barátságtalan kereskedelmi intézkedései miatt a két idegen hatalom között hamar ellenségessé vált a viszony, míg végül Simeon Bizáncra támadt. Nikeasz Szklerosz, Leó diplomatája, 895-ben az Al-Dunánál találkozott  a magyarok vezetőivel, Árpáddal és Kurszánnal. A magyarok átkeltek a Dunán, de a kezdeti sikerek után – ennek során Simeont Szilisztra várába szorították vissza – végül a Déli-Bug menti csatában vereséget szenvedtek. A bizánciak ugyanis nem támadtak a bolgárokra, a besenyők viszont Simeon biztatására megtámadták a magyarokat.
904 nyarán Gyermek Lajos keleti frank király meghívására Kurszán a Fischa melletti tárgyalásokon vett részt kíséretével. Ekkor a király parancsára[forrás?] a fejedelmet és kíséretét orvul megtámadták és mind egy szálig legyilkolták.